# Semipalatinský jaderný polygon

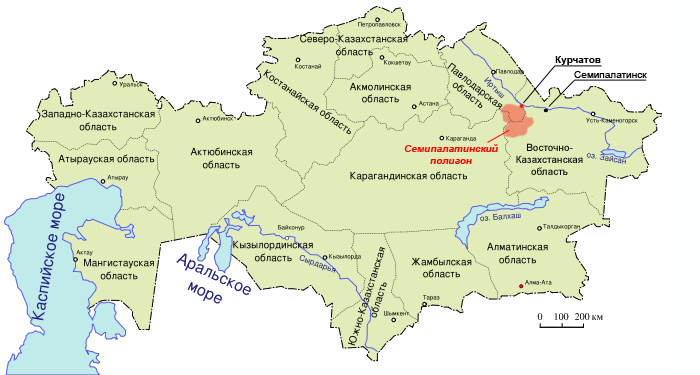
Umístění vojenského obvodu na mapě (červená oblast)

Semipalatinský jaderný polygon (rusky Семипалатинский ядерный полигон – doslova Semipalatinský jaderný vojenský obvod/S. jaderná střelnice) nebo Semej synak poligony (kazašsky Семей сынақ полигоны – doslova Semejská testovací oblast) je bývalá oblast zkoušek jaderných bomb u měst Semej (do roku 2007: Semipalatinsk) a Kurčatov, jižně od řeky Irtyš v Kazachstánu. Tento vojenský obvod je první a největší oblast svého druhu na území bývalého Sovětského svazu. 29. srpna 1949 zde byla odpálena první sovětská atomová bomba, RDS-1. Dnes se již tato oblast k jaderným zkouškám nevyužívá. Oficiální název byl 2-й Государственный центральный испытательный полигон – Druhá státní centrální testovací oblast.

## Poloha

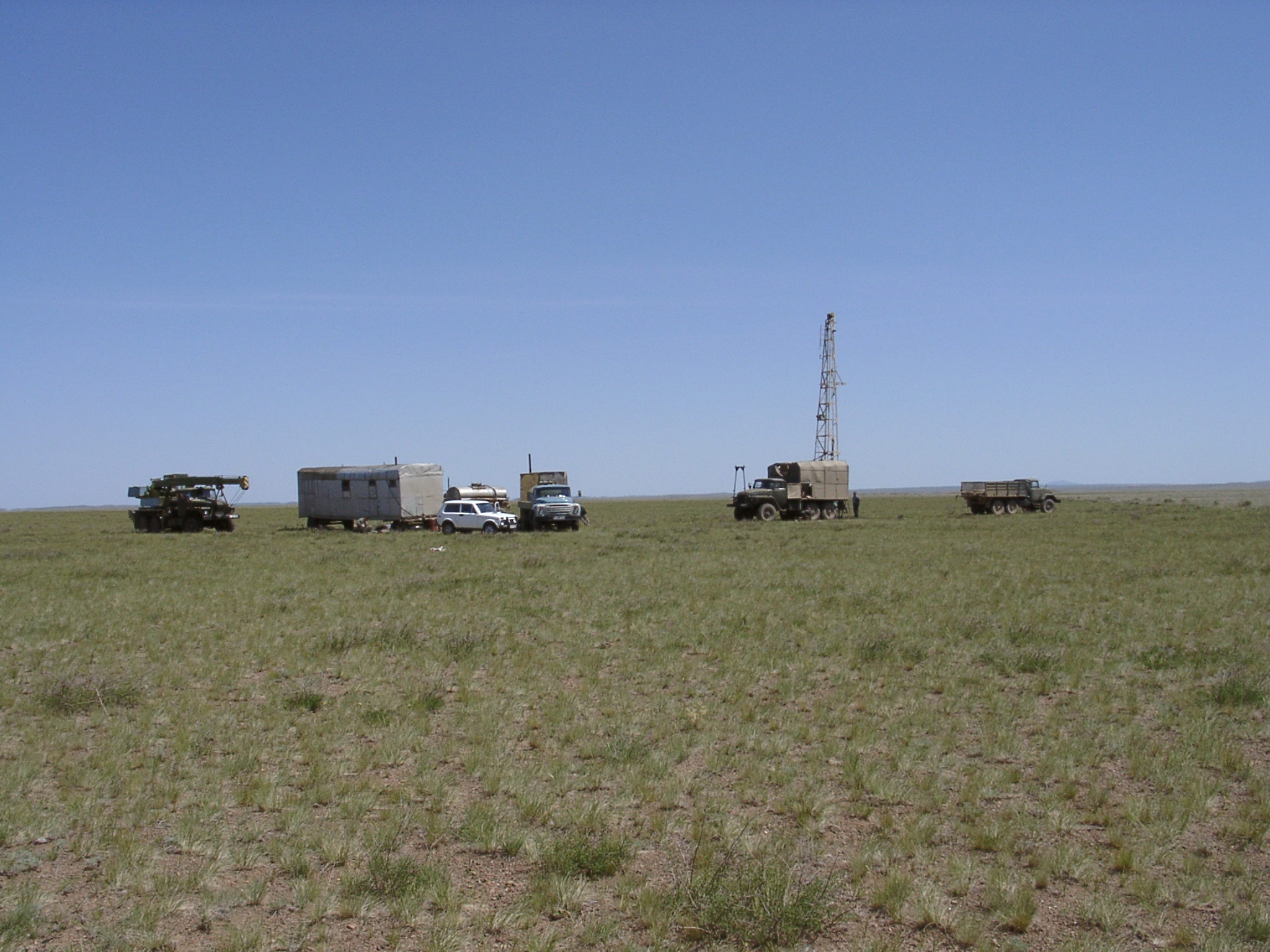
Step v testovací oblasti

Semipalatinský jaderný polygon se nachází v suché, víceméně rovinaté stepi na rozmezí tří kazachstánských oblastí:  Pavlodarské,  Karagandské a  Východokazachstánské oblasti. Na severozápadním okraji, na břehu řeky Irtyš, se nachází bývalé uzavřené město Kurčatov, vědecké a administrativní centrum vojenského obvodu, později pojmenované na počest ruského fyzika  Kurčatova. Okrajem vojenského obvodu protéká  sezónní vysychající řeka Čagan, na které byla v roce 1965 podzemním atomovým výbuchem v hloubce 178 metrů a ekvivalentu 140kt TNT (srovnej s 22kt bomby Fat Man svržené na Nagasaki) vytvořena přehradní nádrž ve formě kráteru o hloubce 100 metrů a průměru 408 metrů. Kráter je známý jako jezero Čagan nebo hovorově "Atomové jezero". Vojenský obvod je svou rozlohou přibližně 18 500 km² největším svého druhu na světě a je o něco větší než např. střední Slovensko.

## Historie
První test jaderné zbraně v SSSR se uskutečnil 29. srpna 1949 (RDS-1). Vytvoření testovací oblasti bylo součástí projektu RDS. Výběr místa se ukázal být velmi vhodný – terén dovoloval provádět i podzemní jaderné výbuchy ve štolách a vrtech. Už 21. srpna 1947 začalo budování vojenských zařízení vězni z gulagu a oblast dostala název "Testovací oblast č. 2 ministerstva ozbrojených sil SSSR". Velitelem testovací oblasti č. 2 byl veterán z východní fronty, frontový dělostřelec, generálporučík dělostřelectva P. M. Rožanovič a vedoucím výzkumníků M. A. Sadovskij z Ústavu chemické fyziky Akademie věd SSSR.
12. srpna 1953 byla ve vojenském obvodu odpálena první vrstvená termonukleární nálož RDS-6s o síle 400 kilotun. Nálož byla umístěna na věži, 30 m nad zemí. Výsledkem tohoto testu bylo mezi jinými i to, že část vojenského obvodu byla silně kontaminována radioaktivními látkami, které se dají na místě zjistit dodnes.
22. listopadu 1955 byla ve vojenském obvodu odpálena první "pravá" vodíková termojaderná puma RDS-37 shozená z letadla.
Po začátku platnosti mezinárodní dohody zakazující zkoušky jaderných zbraní ve třech prostředích (ve vzduchu, v kosmu a pod vodou), podepsané 10. října 1963 v Moskvě mezi SSSR, USA a Spojeným královstvím byly v oblasti prováděny pouze podzemní výbuchy.
Od roku 1949 do roku 1989 bylo v Semipalatinské testovací oblasti provedeno nejméně 468 jaderných zkoušek, při kterých bylo odpáleno nejméně 616 jaderných a termonukleárních zařízení, včetně 125 atmosférických (z toho 26 pozemních zkoušek, 91 bomb shozených z letadla a 8 výbuchů v horních vrstvách atmosféry), 343 zkušebních explozí pod zemí (z toho 215 ve štolách a 128 ve vrtech). Provedli také desítky hydronukleárních a hydrodynamických testů (tzv. "neúplných štěpných reakcí"). Celková kapacita jaderných pum testovaných v letech 1949 až 1963 v Semipalatinské oblasti dosáhla 2500násobek síly pumy Little Boy, svržené na Hirošimu. Mimo polygon se dostalo 55 radioaktivních oblaků z pozemních a atmosférických výbuchů a částečně i ze 169 podzemních testů. Těchto 224 explozí způsobilo radioaktivní zamoření východní části Kazachstánu.
V roce 1989 známý kazašský činitel Olžas Sulejmenov založil hnutí Nevada – Semipalatinsk, které seskupilo oběti a poškozené jadernými testy po celém světě. Toto hnutí nakonec v roce 1991 přimělo vládu uzavřít Semipalatinský jaderný polygon pro další testy příkazem prezidenta Kazašské republiky číslo 409. Poslední test v oblasti byl proveden v roce 1989.

## Dopady na obyvatele
Plný dopad ozáření na zdraví lidí byl mnoho let utajován. Společný závěr zdravotních studií provedených na místě po uzavření oblasti je, že radioaktivní spad přímo ovlivnil zdraví asi 200 000 místních obyvatel. Konkrétně vědci spojují s ozářením vyšší výskyt různých typů  rakoviny. Podobně několik studií poukázalo na vztah mezi ozářením a abnormalitami  štítné žlázy.

## Středoasijská zóna bez jaderných zbraní
V Semipalatinsku byla na 15. výročí uzavření vojenského obvodu podepsána dohoda mezi Kazachstánem, Kyrgyzstánem, Tádžikistánem, Turkmenistánem a Uzbekistánem o středoasijské zóně bez jaderných zbraní.